# ミゲル・リナレス
ミゲル・リナレス・コレラ（Miguel Linares Colera、1982年9月30日 - ）は、スペイン・アラゴン州サラゴサ県フエンテス・デ・エブロ出身の元サッカー選手。現役時代のポジションはフォワード。

## 経歴
2002年、当時テルセーラ・ディビシオン (4部) に在籍していたウテボFCというクラブでプロデビューを果たす。その後は、スペインの下部クラブを数年置きに転々とし、2014年、レアル・オビエドに加入する。ここでは2014-2015シーズン、クラブのセグンダ・ディビシオン (2部) 昇格に貢献し、2部2年目の2016-17シーズンにはリーグ戦36試合出場10得点を記録するなどチームの得手源として活躍した。
2019年1月25日、レアル・サラゴサに加入した。2月9日、加入後2試合目の出場となったCDルーゴ戦で移籍後初ゴールを決めた。
2020年8月25日、セグンダ・ディビシオンBのSDエヘアへ移籍。

## タイトル

### クラブ
CDアルコヤーノ
- セグンダ・ディビシオンB : 1回 (2008-09)

エルチェCF
- セグンダ・ディビシオン : 1回 (2012-2013)

レアル・オビエド
- セグンダ・ディビシオンB : 1回 (2014-2015)